# 通心岗遗址
通心岗遗址，位于中国广东省佛山市南海区丹灶镇，为一处新石器时代古遗址，1994年7月5日，列入南海市文物保护单位；2006年，列入佛山市第四批文物保护单位。